# François Villon – Poetul vagabond
François Villon – Poetul vagabond, cunoscut și ca François Villon, este un film franco-germano-român din 1987, regizat de Sergiu Nicolaescu. Rolurile principale sunt interpretate de Florent Pagny, Marc de Jonge, Christophe Odent, Bernard Farcy, Pascal Pistaccio, Yves Beneyton, Silviu Stănculescu, Traian Costea, Ion Marinescu, George Paul Avram și Olga Tudorache.
Filmul este o biografie romanțată a lui François Villon (1431-1463), cunoscut ca Poetul vagabond, care a dus o viață zbuciumată ca urmare a faptului că a susținut libera exprimare a oamenilor într-un climat coercitiv. El a fost realizat inițial ca un serial de televiziune în limba franceză în patru episoade, iar în 1989 a fost realizată și o versiune cinematografică românească în două serii (de 94 și respectiv de 101 minute).

## Rezumat
Născut într-o casă nevoiașă de pe o uliță din mahalalele Parisului în 1431 (an de molimă, foame și restriște în care Ioana D'Arc era arsă pe rug la Rouen), François de Montcorbier a fost adoptat de Guillaume de Villon (Alain Mottet), capelan la Biserica Saint-Benoît-le-Bétourné și profesor de drept canonic la Sorbona, fiind luat în casa acestuia și devenind cunoscut ca François Villon (Florent Pagny). El devine student la Sorbona, dar duce o viață dezordonată, scriind poezii și chefuind cu prietenii săi studenți prin cârciumi și bordeluri. Intrat în conflict cu sergentul Perrenet Marchand („Bastardul”) (Marc de Jonge) din cauza lui Marion (Cecile Magnet), o prostituată de la bordelul lui Margot (Dora Doll), Villon este judecat la 5 mai 1451 de magistratul Robert d'Estouteville (Traian Costea) pentru beție în public, purtare scandaloasă, agresarea unor persoane și mutarea bornei „Vântul Diavolului”, dar iertat ca urmare a intervenției autorităților ecleziale, singurele în drept să judece faptele săvârșite de un cleric sau de un student.
Deși sfătuit să fie reținut în acțiuni pentru o vreme, Villon cade în capcana întinsă de „Bastard” și este prins în mijlocul unor lupte de stradă între studenți și soldați în urma cărora 9 sergenți sunt răniți și 32 de studenți sunt arestați. Philippe Sermoise (George Paul Avram), reprezentantul episcopului Parisului, amenință cu închiderea universității dacă cei 32 de studenți întemnițați nu vor fi eliberați de autoritățile civile. Magistratul dispune eliberarea studenților la 17 mai 1451, iar sergentul Marchand, acuzat de abuz de putere, este demis din funcție și biciuit în piața publică.
Un an mai târziu, Villon își ia diploma de magistru și devine profesor la Sorbona. Între timp, tânărul este invitat ca poet la diferite serate, unde le cunoaște pe tinerele Catherine de Vaucelles (Eleonora Brigliadori) și Marthe (Lorella Di Cicco). El are o relație de dragoste cu Marthe, dar Catherine, ofensată că nu a fost aleasă ea, îi dezvăluie că Marthe este lesbiană și o are ca parteneră pe tânăra Flora (Fiona Gelin). Acuzat că este un exemplu rău pentru studenți, Villon este dat afară de la universitate. Concediat din funcția de profesor și dezgustat de comportamentul Marthei, François se întoarce la foștii săi prieteni: Regnier de Montigny (Christophe Odent) și Colin de Cayeux (Bernard Farcy), care intraseră în breasla calicilor condusă de Marele Coțcar (Ion Marinescu), „regele vagabonzilor”. Comportamentul mârșav al Catherinei de Vaucelles este înfierat de Villon într-un pamflet în care dezvăluie că tânăra curtezană avea relații imorale cu Philippe Sermoise. Prin intermediul „Bastardului”, care devenise informator al poliției, textul poemului ajunge la Sermoise. Acesta din urmă îl atacă pe stradă pe Villon cu un cuțit și îi taie buza, dar este ucis în încăierare. Nefiind primit de vagabonzi, poetul părăsește Parisul într-o căruță cu bălegar, alături de prietenii săi: Regnier, Colin și Jean le Loup (Pascal Pistaccio).
În următorii patru ani, cei cinci fugari formează banda „Scoicarii” și atacă mai multe convoaie regale ce treceau prin Dijon, furând, printre altele, o comoară de 6000 de scuzi de aur. Considerând că prada i se cuvenea lui, Marele Coțcar o trimite pe Flora, fiica lui, împreună cu o bandă de hoți, pentru a pune mâna pe comoară. Dându-și seama că unul dintre ei a divulgat planurile, Regnier organizează o cursă în care cade banda trimisă de Marele Coțcar. Prinsă în capcană, Flora o trimite pe Marthe cu o pungă către stareța Mănăstirii Fouras. Marthe este însă ucisă, iar punga este luată de François. Din cauza trădării lui Jean le Loup, sosește un grup de soldați condus de sergentul Dijonez (Ștefan Velniciuc). François și Jean le Loup reușesc să ajungă la Mănăstirea Fourras și sunt adăpostiți acolo de stareța Huguette Duhamelle (Maria Rosaria Omagio). Flora îl trimite pe Jeannot la Paris cu o scrisoare către Marele Coțcar, care reușește prin relațiile sale să obțină de la regele Carol al VII-lea (1422–1461) o scrisoare de grațiere a lui François Villon pentru uciderea lui Philippe Sermoise.
Ca urmare a faptului că a fost grațiat, François revine la Paris, dar nu este primit, din dispoziția episcopului, pe domeniile episcopale. Marele Coțcar refuză și el să-l primească, temându-se că își va strica relațiile bune cu poliția. În aceste condiții, poetul se duce la bordel, unde este primit ca oaspete de către Marion, noua matroană. Timp de câteva săptămâni, François Villon vine cu studenții la fereastra Catherinei de Vaucelles și recită pamflete defăimătoare la adresa acesteia. În urma plângerii acesteia, magistratul dispune la 10 septembrie 1456 biciuirea poetului sub geamurile Catherinei. Refuzând oferta lui Le Harlay (Jean Pierre Sentier), comandantul gărzii regale, de a deveni informator al poliției și de a afla planurile calicilor, Villon este dat afară la 24 decembrie 1456, împreună cu Regnier și Colin, din bordelul lui Marion. Cei trei intră în noaptea de 24 februarie 1457 în Colegiul Navarre și fură obiectele de valoare, în ciuda interdicției impuse de breasla calicilor. Ca urmare a încălcării legilor nescrise ale breslei, Regnier de Montigny este dat de Flora pe mâinile Bastardului. Regnier este torturat și își divulgă complicii, apoi este spânzurat. Temându-se de poliție și de calici, François și Colin fug din Paris, luând-o în direcții diferite.
În același an, aflat la târgul de la Blois, François Villon este recunoscut de ducele Charles d'Orléans (Roland Monod), care-l primește la curtea acestuia pentru a-l delecta cu poeziile sale. La castel ajunge într-o zi și Colin care fusese găsit de un om cinstit și devenise meșter lăcătuș. François și Colin fug atunci când Le Harlay și Bastardul vin să-i caute la Castelul din Blois. Ei se adăpostesc în grajdul unei biserici unde sunt găsiți de soldați și li se înscenează furtul unor obiecte bisericești. Cei doi sunt arestați și întemnițați în subsolul fortăreței din Meung-sur-Loire, din ordinul episcopului de Orléans, Thibault d’Aussigny (Silviu Stănculescu). Colin este spânzurat, iar François Villon este torturat cu sălbăticie câțiva ani pentru a se căi pentru faptele sale și a deveni slujitorul Bisericii. La 22 iulie 1461, regele Carol al VII-lea (1422-1461) moare și îi succede pe tron Ludovic al XI-lea (1461–1483). Noul rege ajunge la 2 octombrie 1461 în Meung-sur-Loire și cere eliberarea tuturor deținuților, inclusiv a lui Villon.
Poetul ajunge în 1462 la Paris într-o stare de sănătate precară: este gârbovit și șchiop și are părul aproape complet alb. Orașul este trist, împânzit de poliție, universitatea și-a pierdut privilegiile, bordelurile sunt închise, Guillaume Villon este bolnav, Marele Coțcar murise și fusese înlocuit de Flora care fusese omorâtă de vagabonzi. Auzind de revenirea lui în oraș, studenții vin la el și îl anunță că îi tipăriseră poeziile și le difuzaseră în public. Studenții vor ca universitatea să-și recapete privilegiile anulate de noul rege și îl transformă pe Villon în simbolul revoltei. Poetul îi spune magistrului Ferrebouc (Alexandru Dobrescu), rectorul Universității, că nu este responsabil de zarva studenților, declarând că este foarte obosit și cerând să fie lăsat să se odihnească. La indicația magistratului, Bastardul organizează uciderea magistrului Ferrebouc și găsește martori mincinoși care să jure că Villon este cel vinovat. Poetul este întemnițat și condamnat la moarte prin spânzurare, fiindu-i comutată pedeapsa în 10 ani de exil. Bastardul este reintegrat în poliție ca sergent. François Villon părăsește Parisul la 8 ianuarie 1463, dar este ajuns din urmă de Bastard care îi taie mâna dreaptă pentru a nu mai putea scrie. Poetul a dispărut de atunci, intrând în legendă.

## Distribuție
Distribuția filmului este alcătuită din:
- Florent Pagny — François Villon (1431-1463), profesor la Universitatea Sorbona, poet francez, conducător al bandei Scoicarii
- Marc de Jonge — Perrenet Marchand („Bastardul”), sergent în garda regală din Paris, supraveghetorul bordelului lui Margot
- Christophe Odent — Regnier de Montigny, student, prieten al lui Villon, membru al bandei Scoicarii
- Bernard Farcy — Colin de Cayeux, hoț de buzunare, prieten al lui Villon, membru al bandei Scoicarii
- Pascal Pistaccio — Jean le Loup („Jeannot”), hoț de păsări, prieten al lui Villon, membru al bandei Scoicarii
- Yves Beneyton — Charruau, student sărac, prieten al lui Villon
- Silviu Stănculescu — Thibaut d’Aussigny, episcopul de Orléans (1452–1473)
- Traian Costea — vicontele Robert d'Estouteville, magistratul regal al Parisului (1446–1461 și 1465–1479)
- Ion Marinescu — Marele Coțcar (le Grand Coesre), „regele vagabonzilor”
- George Paul Avram — Philippe Sermoise, reprezentantul episcopului Parisului în fața autorităților regale
- Olga Tudorache — Frumoasa Coifăreasă, prostituată bătrână, mama lui Jean le Loup
- Fiona Gélin — Flora, fiica Marelui Coțcar, partenera sexuală a Marthei (menționată Fiona Gelin)
- Dora Doll — Margot, matroana bordelului din Paris
- Jean-Pierre Sentier — cavalerul Le Harlay, comandantul gărzii regale (menționat Jean Pierre Sentier)
- Ion Besoiu — Fredet, poetul de la curtea ducelui de Orléans
- Eleonora Brigliadori — Catherine de Vaucelles, tânără curtezană care se îndrăgostește de Villon
- Cécile Magnet — Marion, o prostituată nouă de la bordelul lui Margot, viitoarea matroană a bordelului
- Roland Monod — ducele Charles d'Orléans, protector al artelor, verișorul regelui Carol al VII-lea, tatăl viitorului rege Ludovic al XII-lea
- Alain Mottet — Guillaume de Villon, capelan la Biserica Saint-Benoît-le-Bétourné și profesor de drept canonic la Universitatea Sorbona, tatăl adoptiv al lui François
- Valentin Teodosiu — Mathieu, temnicerul din castelul episcopului de Orléans care învață pe de rost poeziile lui Villon
- Joseph Joel Barbouth — Pierrot le Fou, bufonul ducelui de Orléans
- Lorella Di Cicco — Marthe, prietena Catherinei, iubita lui Villon
- Maria Rosaria Omagio — Huguette Duhamelle, stareța Mănăstirii Fouras
- Aurora Leonte — Berthe, domniță de la curtea ducelui de Orléans
- Florence Jaugey — Aude, domniță de la curtea ducelui de Orléans
- Gilda Marinescu — Madame La Bruyère, mama lui Rose
- Marina Procopie — Rose, fiica doamnei La Bruyère, iubita din perioada studenției a lui Villon
- Klaus Peter Thielle — Juvenal Negro, campionul la șah
- Janina Hartwig — Guillemette, camerista lui Villon din castelul ducelui de Orléans de la Blois
- Karl Maschwitz — Piéte André, muzicianul de la curtea ducelui de Orléans
- Ursula Geinhorn — sora portăreasă de la Mănăstirea Fouras
- Vladimir Găitan — Courtaud, membru al bandei Scoicarii
- Cornel Gîrbea — Sac à Vin, membru al bandei Scoicarii
- Ion Colan — Sacristain, membru al bandei Scoicarii
- Ion Nuni Anestin — Sac d'Enfer, membru al bandei Scoicarii
- Romulus Vulpescu — Beau Merle, bătrânul membru al bandei Scoicarii
- Bogdan Stanoevici — Fleurette, membru al bandei Scoicarii
- Ovidiu Moldovan — Caïman, membru al bandei Scoicarii
- Ștefan Velniciuc — sergentul Dijonez, comandantul unui pluton de soldați care încolțește banda Scoicarii
- Alexandru Dobrescu — magistrul Ferrebouc, rectorul Universității Sorbona
- Ion Anghel — Fournier
- Mihaela Nestorescu — Henriette, soția magistratului
- George Alexandru — student, prieten al lui Villon
- George Mihăiță — student, prieten al lui Villon
- Iurie Darie — naratorul
- Vasile Muraru — student, prieten al lui Villon (nemenționat)
- Ioana Crăciunescu — sora lui Regnier de Montigny, care-l dă afară din casă după moartea tatălui lor (nemenționată)
- Constantin Drăgănescu — iscoada Marelui Coțcar, care află informații despre banda Scoicarii (nemenționat)
- Oana Pellea — prostituată (nemenționată)[4]
- Mihai Gruia Sandu — membru al bandei Scoicarii (nemenționat)
- Geo Dobre — Jacques de Villiers de l'Isle-Adam, noul magistrat regal al Parisului (1461–1465) (nemenționat)

## Climatul coercitiv în care a trăit poetul
Filmul prezintă existența tumultuoasă a poetului François Villon într-un mediu autoritar dominat de stăpânii medievali și de conducătorii Bisericii Romano-Catolice. Orice încălcare a regulilor impuse de aceștia aducea cu sine arestarea persoanei vinovate și chiar și torturarea acesteia.
Unii autori au identificat câteva similitudini între situația intelectualilor în regimul medieval francez și cea din regimul comunist românesc în care poeziile compuse de deținuți erau memorate pe de rost de aceștia, în speranța că vor așternute pe hârtie după eliberarea lor. Astfel, poeziile lui François Villon sunt memorate de temnicerul Mathieu (interpretat de Valentin Teodosiu) și transmise de acesta prin viu grai altor persoane, iar astfel opera poetică s-a păstrat deși nu a fost publicată. Între poet și temnicer s-a stabilit un sentiment de amiciție și de încredere, iar Mathieu a devenit astfel un depozitar oral al poeziilor lui Villon. Opera poetică a lui Villon, considerat întemeietorul poeziei moderne franceze, au fost culese și publicate pentru prima oară în anul 1533 în principal datorită lui Clément Marot.

## Producție
Scenariul filmului a fost scris de Rose Legrand și Maxime Duval.

### Alegerea echipei și pregătirile
Serialul de televiziune François Villon a fost produs de TF1, Cine TV Film Berlin și Rai Uno Italia, cu concursul Centrului de Producție Cinematografică „București”. Postul francez de televiziune TF1 a încheiat la Paris, în 1986, un contract de prestări de servicii pentru acest film cu Studioul Cinematografic București, alegându-l pe Sergiu Nicolaescu ca regizor și producător executiv. Nicolaescu realizase până atunci mai multe coproducții și filmase în Franța, Germania și Italia. Regizorul a avut unele temeri cu privire la acest film, dată fiind anvergura poetului în cultura franceză, el afirmând „închipuiți-vă un Eminescu făcut de un francez”.
Bugetul filmului a fost de circa patru milioane de dolari, o sumă imensă alocată unui film pentru acele vremuri. Filmul a fost regizat de Sergiu Nicolaescu, secondat de Rodica Nițescu și Nicu Gheorghe. Deși filmul François Villon era destinat în principal televiziunii, el a fost filmat pe peliculă de 35 mm, folosită la filmele de cinema. Serialul de televiziune avea patru episoade.
În rolul principal a fost distribuit Florent Pagny (n. 1961), un tânăr cântăreț francez care a devenit ulterior o vedetă a muzicii rock. Interpretul s-a dovedit a fi conștiincios și a intrat bine în rol pentru că era, ca și François Villon, „un golan”. Rolurile de prim-plan au fost distribuite unor actori francezi, români, italieni și germani; mulți actori români au avut roluri principale cum este cazul lui Silviu Stănculescu (Thibaut d'Aussigny), Traian Costea (Robert d'Estouteville), Ion Marinescu (Marele Coțcar), George Paul Avram (Philippe Sermoise), Ion Besoiu (Fredet), Olga Tudorache (Frumoasa coifăreasă) ș.a. După afirmațiile regizorului, au fost folosiți cel puțin 1.000 de figuranți.
Echipa tehnică a filmului a fost una mixtă, româno-franceză; echipă românească era una numeroasă, fiind formată din directoarea de film Georgeta Vîlcu-Săvescu, operatorii Nicolae Girardi și Alexandru Groza, scenografii Adriana Păun și Ștefan Antonescu, creatoarele de costume Hortensia Georgescu și Gabriela Nicolaescu (soția regizorului), compozitorul Adrian Enescu, inginerul de sunet Anușavan Salamanian, precum și mai mulți asistenți. Scriitorul Romulus Vulpescu a fost folosit pe post de consilier privind Evul Mediu, el realizând traducerea dialogurilor și a versurilor în limba română. Muzica filmului a fost compusă de Jean-Marie Sénia, iar melodia Jenin l'Avenu de Adrian Enescu.
Pe parcurs, între producătorii filmului (TF1 și Cine TV Film Berlin) au apărut unele neînțelegeri datorate delegatului francez de la TF1 „care se credea foarte deștept”. Francezii au formulat tot felul de observații, Nicolaescu plângându-se ulterior că „am întâmpinat cu ei niște greutăți mai ale naibii decât pe cele pe care le aveam cu cenzura românească”. Ulterior, regizorul a afirmat că realizarea filmului a reprezentat pentru el un calvar din cauza directorilor socialiști francezi ai TF1 care aveau vocație de dictatori.

### Filmări
Filmările au fost realizate în ritm alert, filmul fiind realizat în numai trei luni, contrar așteptărilor. Inginerul Constantin Pivniceriu, directorul general al Centrului de Producție Cinematografică „București” - Buftea, scrisese un memoriu în care afirma că François Villon nu poate fi realizat atât de repede. Potrivit regizorului, explicația grabei era următoarea: „Trebuia să lucrez foarte repede, pentru că aveam mulți actori străini programați la filmări pe zile. Oamenii aveau și alte contracte în acest timp. Motivul pentru care am devenit atât de organizat este evident. Am lucrat foarte mult pentru străini. Dacă ar fi fost să lucrez în România în tot acest timp ar fi ieșit un dezastru”.
Timp de o lună s-a filmat în Republica Democrată Germană, unde costurile erau destul de reduse. Regizorul a lucrat destul de bine cu actorii germani pentru că, după spusele sale, „eram eu mai neamț decât ei. Eram mai al dracu' decât ei și, probabil, de aia m-am împăcat cu germanii foarte bine”. S-a filmat și în Franța, fiind folosite decorurile autentice de la castelele Angers și Blois. Filmări au avut loc și pe platourile Centrului de Producție Cinematografică „București” de la Buftea, precum și la castelele de la Bran și de la Hunedoara și Cetatea Râșnov. Pentru ca filmul să fie cât mai real, regizorul a folosit un cadavru de la morgă într-o scenă în care unul dintre personaje trebuia să-i pună ștreangul de gât unui condamnat. Actorul francez care a trebuit să facă acest lucru s-a speriat foarte tare atunci când și-a dat seama că în fața lui era un cadavru adevărat.
Filmul conținea și o scenă de nuditate. Actrița italiană Eleonora Brigliadori (care interpreta rolul Catherinei de Vaucelles) trebuia să filmeze nud, dar regizorul a trebuit să ducă muncă de convingere pentru a o face să se dezbrace. „Trebuia să iasă goală din cadă și nu voia. I-am zis că trebuie să facă asta pentru că era prevăzut în contract, dar am insistat să înțeleg de ce nu vrea să iasă din baie. Mi-a zis că are sânii căzuți, dar i-am promis că am s-o feresc. Așa că la filmare am sărit sânii”.

### Finalizarea filmărilor și lansarea
După realizarea filmului, Lucien Mandero, coordonatorul de la Cine TV Film Berlin, a încasat banii de la TF1, a plătit suma negociată cu Studioul Cinematografic București, dar a refuzat să plătească filmările suplimentare. Sergiu Nicolaescu a afirmat că Mandero l-a păcălit la bani, acesta din urmă rugându-l pe regizor (care era și producător executiv) să-l păsuiască cu plata celor 100.000 de mărci datorați și amânându-l până când a murit. Serialul de televiziune a fost difuzat în premieră în anul 1987.
Versiunea cinematografică a filmului a fost realizată de Casa de Filme 4 după scenariul de televiziune François Villon. Ea a fost intitulată François Villon – Poetul vagabond, a avut două serii (de 94 și 101 minute) și a fost difuzată în premieră în România la 3 aprilie 1989, la Cinematograful „Patria”. Această versiune era una prescurtată, fiind eliminate mai multe secvențe, rolul Olgăi Tudorache fiind astfel mult redus. Conducerea cinematografiei românești nu a schimbat nimic din film, deși regizorul a susținut ulterior că a introdus și „mesaje prin care vorbea despre tarele regimului comunist”. Unele secvențe referitoare la regimul polițienesc instaurat în anii 1400-1500 în Franța puteau fi comparate cu regimul existent în România. Conducerea Consiliului Culturii și Educației Socialiste i-a interzis regizorului să-l invite pe ambasadorul Franței la premiera de la București și, în semn de protest, Nicolaescu nu s-a mai dus nici el la premieră.

## Recepție
Filmul a fost difuzat de televiziunile din Franța (TF1), Germania și Italia (Rai 1) și a avut succes. François Villon – Poetul vagabond a fost vizionat de 993.698 de spectatori la cinematografele din România, după cum atestă o situație a numărului de spectatori înregistrat de filmele românești de la data premierei și până la data de 31.12.2007 alcătuită de Centrul Național al Cinematografiei.
Creatoarea de costume Gabriela Nicolaescu a fost distinsă în anul 1989 cu Premiul pentru scenografie al Asociației Cineaștilor din România (ACIN) pentru costumele realizate la filmul François Villon, iar machiorul Mircea Vodă a primit Premiul pentru machiaj pentru activitatea sa la filmele François Villon și Mircea.
Analizând acest film, criticul Călin Căliman îl considera „un film de ținută culturală” care „reconstituie biografia și
destinul genialului «poet vagabond» cu minuție și forță de sugestie, cu o opulență de mare expresivitate”. Tandemul de operatori Nicolae Girardi - Alexandru Groza a realizat „imagini dramatice, apăsătoare, în care - peste oameni și destinele lor - planează spaimele și eresurile Evului Mediu”. Căliman afirmă că poetul Romulus Vulpescu, care a tradus dialogurile și versurile în limba română, a dat versurilor „parcă mai multă savoare, chiar dacă «zăpezile de odinioară» sau «marile ninsori» devin «neaua de mai an», sau, poate, tocmai de aceea”. În contextul acelor ani de izolare politică a României socialiste pe plan mondial, realizarea de către un regizor român, ajutat de mulți colaboratori români, a unui important film francez despre un mare poet francez pentru o televiziune franceză este considerată a fi „un amănunt demn de reținut”.
Criticul Tudor Caranfil a dat filmului două stele din cinci și a făcut următorul comentariu: „Viața poetului-tâlhar pe fundalul spectaculos al lumii secolului al XV-lea inspiră un serial pentru TF1 și un lungmetraj pentru partenerii români. Reconstituire nu lipsită de calități poetice în expresie, compromisă, din păcate, în versiunea românească, de dialogul livresc „adaptat” arhaic, dar necinematografic, de Romulus Vulpescu. Ample și picturale scene de mulțime, scenografie și costume de autentică inspirație renascentistă (Gabriela Nicolaescu, Pr. ACIN), dar un Villon neconvingător, care-și debitează versurile în falset. Din multitudinea rolurilor episodice, unele pregnante, se afirmă actori români la început de drum ca George Alexandru într-un tânăr tribun. Secv. rapel: studenții îi înmânează poetului prima ediție a versurilor sale.”